# Joseph Noiret
Pour les articles homonymes, voir Noiret.
Joseph Noiret (né le 28 février 1927 à Bruxelles et mort dans la même ville le 17 janvier 2012) est un artiste surréaliste belge.

## Biographie
Il adhère au surréalisme révolutionnaire en 1947 quand il rencontre Christian Dotremont et cofonde avec lui le mouvement Cobra qu’il anime jusqu’à sa dissolution en 1951.
En 1953, il fonde et dirige, avec Marcel Havrenne et Théodore Kœnig, la revue Phantomas dont il sera l’un des principaux animateurs (1953-1981).
À partir de 1972, il collabore avec Serge Vandercam à des œuvres à quatre mains (voir le mouvement Cobra) : collages mots, sculptures mots, gouaches mots, œuvres où le poète et le peintre s’inspirent mutuellement dans l’instant où ils créent une œuvre chaque fois unique : formes, couleurs et mots s’imbriquent et aboutissent à un collage mots qui s’achève sur un poème écrit à la main.
De 1980 à 1992, il dirige l'École nationale supérieure des arts visuels de La Cambre (Bruxelles), fondée par Henry van de Velde. Il réorganise son enseignement et porte l'École au niveau supérieur de l'enseignement artistique de l'État. Il ouvre trois ateliers : le Dessin, le Stylisme et la Restauration des œuvres d'art.
En 1998, avec Guy Dotremont, il rassemble et préface Cobraland, un ensemble de textes de Christian Dotremont accompagnés d’illustrations d’artistes de Cobra.
En 2004, il publie une histoire de Cobra : ChronoCobra.
Critique d'art, il préface de nombreuses expositions de peinture. Depuis 1992, il publie la revue L'Estaminet (21 numéros parus en 2006).
Il est le père de la danseuse Michèle Noiret.

## Poèmes
Poète et critique, il publie des recueils de poèmes : 
- L'Aventure dévorante (ill. Pol Bury, 1950)
- Histoires naturelles de la Crevêche (ill. Mogens Balle)
- L'Œil, l’oreille et le lieu (1974)
- L'Espace oblique (ill. Godfried Wiegand, 1986)
- La Mire du temps (ill. Serge Vandercam)
- La Conversation de Bierges avec Serge Vandercam (1992)
- À l'improviste (45 exemplaires avec des gravures de Francis Rollet, 2001)

## Œuvres d'art public
- 1984 : inscription sur l'œuvre de Serge Vandercam, Lieu[2], Musée d'art contemporain en plein air du Sart Tilman, université de Liège : "Le désir crée sa nuit, c'est la lumière".